# زبان توک پیسین
توک پیسین یکی از چهار نوع گویش مهم زبان های پیجین ملانزی است که در پاپوآ گینه نو گویشورانی دارد. توک پیسین در پاپوآ گینه نو زبان رسمی است و بسیاری ازمردمان آن سامان به‌ویژه در استان غربی، استان خلیج، استان مرکزی، استان خلیج میلنه بدین زبان سخن می‌رانند. با این همه این زبان پیشینهٔ تاریخی کوتاهی داشته و در میان سالمندترها فراگیری ندارد. توک پیسین برای بسیاری کاربردی به عنوان زبان دوم را دارد؛ به‌احتمال این زبان برای پیرامون یک میلیون تن زبان اول می‌باشد.
نام این زبان ریشه در انگلیسی دارد و برساخته از دو واژهٔ Talk و Pidgin (نیم‌زبان) است.